# Heiko Schaffartzik
Pour les articles homonymes, voir Heiko.
Heiko Schaffartzik, né le 3 janvier 1984 à Berlin, en Allemagne, est un joueur allemand de basket-ball, évoluant au poste de meneur.

## Biographie

### Carrière en club
À l'âge de 13 ans il a eu une leucémie qui l'a obligé à s'éloigner un peu du basket-ball. Son équipe l'a soutenu, les joueurs lui rendaient visite régulièrement, lui écrivaient des lettres. Il a même participé à un tournoi en Lituanie juste après l'arrêt de sa chimiothérapie et il a quand même pu jouer quelques minutes.
Le 28 septembre 2015, il signe au CSP Limoges avec Jules Rivals en tant que joker medical pour 6 semaines après la blessure de l’Américain, Randy Culpepper, victime d’une luxation du doigt. Après avoir donné entière satisfaction et témoigné son envie de rester au CSP, il est prolongé jusqu'à la fin de la saison. Lors des All-Star Game LNB 2015, 2016 et 2017 Heiko Schaffartzik se distingue en remportant le concours de tir à trois points. Lors de l'édition 2016, en demi-finale du concours de tir à trois points, il bat le record avec 27 points sur 33 possible. En 2017, il égale le record de victoires de Xavier Corosine dans ce concours (3 victoires).
En juin 2016, Schaffartzik rejoint Nanterre 92 avec un contrat d'un an. À la fin de la saison, il choisit de prolonger son contrat d'un an avec Nanterre.
Le 2 juillet 2018, il signe un contrat avec le Basket Zaragoza 2002, club du championnat d'Espagne. Mais en août Schaffartzik se blesse au genou et le club de Saragosse le licencie.
Le 16 septembre 2019, il s'engage avec le club d'Hamburg Towers. Schaffartzik prend sa retraite sportive à l'issue de la saison 2019-2020.

### Carrière en équipe d'Allemagne
Schaffartzik a joué avec l'équipe nationale allemande de basket-ball et il a participé à l'Euro 2009, 2011, 2013 et 2015.

## Palmarès
- Vainqueur du Match des Champions 2017 avec Nanterre 92
- Vainqueur de la Coupe d'Europe FIBA 2016-2017 avec Nanterre 92
- Vainqueur de la Coupe de France 2017 avec Nanterre 92
- Vainqueur du Championnat d'Allemagne 2013-2014 avec Bayern Munich
- Vainqueur du Championnat d'Allemagne 2002-2003, 2003-2004 avec ALBA Berlin
- Vainqueur de la Coupe d'Allemagne 2003, 2004 avec ALBA Berlin

## Distinctions personnelles
- Vainqueur du concours de tirs à trois points du All-Star Game LNB 2015 à l'AccorHotels Arena de Paris.
- Vainqueur du concours de tirs à trois points du All-Star Game LNB 2016 à l'AccorHotels Arena de Paris.
- Vainqueur du concours de tirs à trois points du All-Star Game LNB 2017 à l'AccorHotels Arena de Paris.
- MVP de la finale de la Coupe de France 2017